# Łukasz Chyła
Łukasz Chyła (Dziemiany, 31 marzo 1981) è un ex velocista polacco.

## Palmarès
| Anno | Manifestazione    | Sede       | Evento      | Risultato        | Prestazione | Note |
| ---- | ----------------- | ---------- | ----------- | ---------------- | ----------- | ---- |
| 1999 | Europei juniores  | Riga       | 200 m piani | Batteria         | 21"51       |      |
| 1999 | Europei juniores  | Riga       | 4x100 m     | Argento          | 39"67       |      |
| 2000 | Mondiali juniores | Santiago   | 100 m piani | Semifinale       | 10"58       |      |
| 2000 | Mondiali juniores | Santiago   | 4x100 m     | Finale           | dnf         |      |
| 2001 | Europei under 23  | Amsterdam  | 200 m piani | Argento          | 20"99       |      |
| 2001 | Europei under 23  | Amsterdam  | 4×100 m     | Oro              | 39"41       |      |
| 2001 | Mondiali          | Edmonton   | 4×100 m     | 6º               | 39"71       |      |
| 2002 | Europei           | Monaco     | 4×100 m     | Argento          | 38"71       |      |
| 2003 | Europei under 23  | Bydgoszcz  | 100 m piani | 4º               | 10"35       |      |
| 2003 | Europei under 23  | Bydgoszcz  | 4×100 m     | Finale           | dnf         |      |
| 2003 | Mondiali          | Parigi     | 4×100 m     | 5º               | 38"96       |      |
| 2004 | Mondiali indoor   | Budapest   | 60 m piani  | Semifinale       | 6"73        |      |
| 2004 | Giochi olimpici   | Atene      | 100 m piani | Quarti di Finale | 10"23       |      |
| 2004 | Giochi olimpici   | Atene      | 4×100 m     | 5º               | 38"96       |      |
| 2005 | Europei indoor    | Madrid     | 60 m piani  | 6º               | 6"66        |      |
| 2005 | Mondiali          | Helsinki   | 100 m piani | Batteria         | 10"39       |      |
| 2006 | Europei           | Göteborg   | 100 m piani | Semifinale       | 10"30       |      |
| 2006 | Europei           | Göteborg   | 4×100 m     | Argento          | 39"05       |      |
| 2007 | Europei indoor    | Birmingham | 60 m piani  | Batteria         | 6"75        |      |
| 2007 | Mondiali          | Osaka      | 4×100 m     | Finale           | dnf         |      |
| 2008 | Giochi olimpici   | Pechino    | 4×100 m     | Batteria         | dnf         |      |